# James Cunningham (botaniste)
Pour les articles homonymes, voir James Cunningham et Cunningham.
James Cunningham, né au XVIIe siècle et mort vers 1709, est un botaniste britannique.

## Biographie
Au service de la Compagnie britannique des Indes orientales, il s'installe en 1698 dans l'île Chusan et établit une des premières collections européennes de la flore chinoise.
Membre de la Royal Society (1699), il est l'auteur d'une relation de son voyage, Observations During a Residence in the Island of Chusan.